# Magdalena Gawrońska
Magdalena Gawrońska (ur. 9 grudnia 1983) – polska koszykarka występująca na pozycjach rozgrywającej lub rzucającej.

## Osiągnięcia

### Drużynowe
- Awans do PLKK z Łącznością Olsztyn (2001)

### Indywidualne
- Uczestniczka meczu gwiazd PLKK (2006)[1]

### Reprezentacja
- Brązowa medalistka uniwersjady (2007)[2]